# Франклин Клинтон
Франклин Клинтон (англ. Franklin Clinton) — один из трёх протагонистов Grand Theft Auto V. На момент событий игры Франклину 25 лет, является самым молодым из трёх протагонистов. Пытается вырваться из жизни в гетто.
На момент событий дополнения «The Contract» для GTA Online (вышло 15 декабря 2021 года) ему исполнилось 33 года, имеет семью и является основателем и менеджером агентства F. Clinton and Partner.
Франклин родился в Южном Лос-Сантосе. До событий игры торговал наркотиками, однако после ареста хочет вырваться из жизни в гетто. Чтобы заработать денег занимается грабежами, а позже устраивается работать в армянское автомобильное агентство, принадлежащее Симону Етаряну. Агентство продает авто в кредит под высочайший процент. А если покупатель не может заплатить, агентство отбирает купленные автомобили. Этим и занимался протагонист. После встречи с Майклом Франклин присоединяется к последнему.
Позже становится профессиональным грабителем.

## Биография
Франклин учился в средней школе Дэвиса вместе с Ламаром Дэвисом, Танишей Джексон и Тоней Уиггинс, но был отчислен из-за того, что повздорил со своим учителем и избил его. Примерно в это же время он начал жизнь бандита и наркоторговца, совершая различные преступления, такие как угоны автомобилей и ограбления банков, одно из которых принесло ему и Ламару две тысячи долларов, которые были испорчены краской, попавшей на банкноты. Франклин также работал на местного наркоторговца по имени Маркус, из-за чего позже убил его. Однако жизнь Франклина, связанная с мелкими преступлениями, была недолгой, и в конце концов он был арестован в 2008 году. После того, как его выпустили из тюрьмы, он решил отказаться от своей прежней жизни в гетто.
Транспорт — белый Bravado Buffalo S (подарок от Симона, игровая реплика Dodge Charger SRT8).
Во время событий GTA V Франклин, 25-летний афроамериканец, решил начать жизнь обычного человека, устроившись на работу к мошеннику — автодилеру армянского происхождения, Симону Етаряну. Тот предложил ему угнать байк у члена группировки Vagos, Эстебана Хименеса за неуплату. Герой вместе со своим сообщником, Ламаром Дэвисом, сначала осматривает гаражи в Веспуччи — Бич, где их находят «вагосы». Устроив перестрелку с ними, Франклин угоняет байк, но Ламар настаивает на том, чтобы он оставил его ему. После неудачного угона машины Джеймса де Санты — сына второго протагониста GTA V, Майкла де Санты, он теряет работу.
После этого протагонист предлагает свою помощь Майклу. Они спасают Джимми, пытавшегося продать яхту неизвестным бандитам, но упускают её. Аманда, жена Майкла, изменила своему мужу с тренером по теннису. Майкл и Франк догоняют его и разрушают дом подруги Мартина Мадрасо, главаря мексиканской мафии, ошибочно полагая, что дом принадлежал тренеру. Майкл должен ему за ремонт два с половиной миллиона долларов и возвращается к ограблениям.
Помимо этого, Франклин помогает своему другу, Ламару Дэвису, в делах Chamberlain Gangsta Families. Он с ним похищает Ди из конкурирующей группировки «Баллас» (похищение прошло неудачно по вине Ламара, из-за чего им пришлось его отпустить), берет на попечение пса Ламара по кличке Чоп, встречается с Гарольдом «Стретч» Джозефом, почетным членом CGF, вышедшим из тюрьмы (у Франклина с ним напряженные отношения), и проворачивает сделку с покупкой наркотиков с «Балласами» на заводе переработки в Ла-Пуэрта, однако последним эта сделка выходит боком из-за того, что Стретч убивает Ди (сначала все трое думали, что это он подставил, но на самом деле это не так). Всем троим приходится отбиваться от «Балласов» и полиции.
Позже Франклин знакомится с Лестером Крестом, хакером, и участвует в ограблении ювелирного магазина Vangelico вместе с Майклом и другими членами банды, дабы расплатиться с Мадрасо. Но об ограблении узнают Дейв Нортон — агент ФРБ, прикрывавший Майкла после событий в Северном Янктоне, и Тревор Филипс, старый друг Майкла.
После того как Тревор нашел Майкла в Лос-Сантосе, последний знакомит Франклина с ним во время работы на ФРБ. Все трое должны были освободить из здания ЦУР Фердинанда Керимова. После успешной проведенной операции по спасению Керимова Тревор и Франклин с Ламаром становятся участниками сделки, организованной Стретчем на Гроув-стрит. Однако вся эта затея оказалась ловушкой — вместо покупаемого героями кокаина оказалась обычная штукатурка, и герои с ожесточенным сопротивлением уходят с Гроув-стрит. Стретч, как выяснил протагонист, предал банду и перешел к «Балласам», однако Ламар не верит этому доводу, считая, что Стретч все ещё на стороне The Families.
Затем Франклин участвует в краже секретного супероружия у ЧВК «Мэрриуэзер», организованной Тревором, которое потом пришлось вернуть из-за угроз правительства. Помимо этого Франклин выполняет несколько «заказов» для Лестера, после чего тот дарит ему особняк в Вайнвуд — Хиллз, и протагонист переезжает жить туда (кстати, дом находится не так далеко от особняка Майкла).
В середине игры Франклин вместе с Майклом и Тревором грабит машину инкассации с деньгами, и знакомится с Дэвином Уэстоном — богатым бизнесменом, предложившим ему и Майклу с Тревором заказ на угон 5 редких автомобилей. Первые две машины троица угоняет без проблем, третью Франклин крадет при участии Тревора.
Пока Майкл и Тревор работали на Мартина Мадрасо (после чего Тревор украл у него жену из-за отказа платить, и старым сообщникам пришлось залечь на дно в трейлере Тревора), Франклин узнал, что за Филипсом охотятся выжившие братья О’Нилы, пытающиеся отомстить Тревору за взрыв их лаборатории в Сэнди-Шорс, и с помощью Майкла, Тревора и пса Чопа убивает их в долине каньона Ратон.
Троица затем грабит банк в Палето — Бэй, но большая часть куша уходит к ФРБ. Затем Франклин косвенно участвует в краже нейротоксина из лаборатории Humane Labs. После этих событий протагонист возвращается в Лос-Сантос, где участвует в угоне четвёртой машины, находящейся на площадке киностудии Соломона Ричардса.
Пока протагонисты готовятся к ограблению Федерального хранилища, Тревор подставляет Майкла в Северном Янктоне, узнав правду о событиях 2004 года и человеке, лежавшем в гробу Майкла Таунли (им был Брэд Снайдер, третий член банды грабителей, убитый Дэйвом Нортоном) и сбегает, а последний попадает в плен к Триадам. Франклин тем временем, с Тревором и Ламаром, угоняет последнюю машину для Дэвина, но Уэстон отказался платить. Поняв, что его «кинули», он решил узнать у Лестера про Майкла. Тот посоветовал обратиться к Тревору. Тревор, в свою очередь, нехотя рассказал молодому афроамериканцу, что Майкла похитили бандиты Вэя Чена, главаря Триад в Сан — Андреасе. Франклин спасает Майкла, и они вместе совершают налет на здание ФРБ, выкрав жесткий диск с файлами, попутно удаляя дела об ограблениях с него.
Пока Майкл с Тревором и Дэйвом уходили от засады агентов ФРБ, ЦУР и «Мэрриуэзер» и по прошествии последующих событий (воссоединение Майкла с семьей; попытка Уэстона сорвать съемки фильма, продюсером которого был Майкл), Франклин вместе с Майклом и Тревором спасает Ламара от «балласов», пленивших его на лесопилке — за этим стоял Стретч, ставший полноценным членом «Баллас». Франклин рассказывает всю правду Ламару о Стретче и клянется убить его. Тем временем, Стив Хейнс, агент ФРБ, подкарауливает протагониста и дает приказ — убить Тревора Филипса.
Троица проворачивает крупнейшее ограбление в истории — ограбление Федерального хранилища, и выносит слитки на сумму 201 миллион долларов с собой, увезя их за пределы города. Тем временем, к особняку Франклина приходит Дэвин Уэстон с приказом убрать Майкла де Санту.
Если игрок выберет первую концовку (убить Тревора), то Клинтон преследует Филипса, а затем убьет (если он не станет стрелять, то это сделает Майкл, протаранив пикап Тревора, и после выстрела в цистерну с бензином Филипс сгорит заживо), после чего останется другом Майкла. Деньги Тревора от ограбления Федерального хранилища перейдут им (*).
Если выбрать вторую концовку (убить Майкла), то Тревор откажется от помощи в этом, Франклин убьет Майкла, и в итоге Тревор разрывает дружбу с протагонистом, а семья Майкла откажется видеть его (зная, что это именно он его убил). Доля Майкла от Большого Дела перейдет к его семье(*).
(*) — обе концовки не являются каноничными.
Если выбрать третью концовку (спасти и Майкла, и Тревора), то Франклин будет звонить Лестеру. Тот рассказал герою хитрый план — он сообщит Дэвину Уэстону и ФРБ ложную информацию о том, что якобы золото, украденное троицей, будет переплавляться в литейной на Мурьетта — Хайтс, а протагонист должен будет устроить агентам ФРБ и наемникам «Мэрриуэзер» засаду. На это дело Франклин берет с собой Ламара, и примиряет Майкла с Тревором. Все четверо отбиваются от натиска агентов ФРБ и Мэрриуэзер. После победы над ФРБ и «Мэрриуэзер» Ламар отделяется от них и решает залечь на дно.
После этого «нечестивая троица» (как окрестил Франклина, Майкла и Тревора Ламар после своего спасения на лесопилке) решает разобраться со своими врагами — Дэвином Уэстоном, Стивом Хейнсом, Вэем Ченом, и Гарольдом «Стретч» Джозефом, пользуясь координатами, которыми поделился с протагонистами Лестер. Чтобы не вызвать лишних подозрений, Франклин должен убрать Вэя Чена — врага Тревора, Майкл помогает протагонисту разобраться с «балласами» и убить Стретча, Тревор же поедет убивать Стива Хейнса. Затем Филипс похищает Уэстона из его особняка, попутно убрав охрану, состоявшую из наемников «Мэрриуэзер» и увозит его на Гайд — Оушен Хиллз (район заповедника у горы Чиллиад), где злодей после высказанных ему претензий со стороны героев погибает в багажнике своего автомобиля.
Судьба Франклина известна в GTA Online в дополнении «The Contract» — после событий GTA V прошло 8 лет, он женился, основал агентство «Ф. Клинтон и Партнер» (причем игрок станет владельцем этого агентства), занимающееся контрактами для VIP-клиентов — в них входят защита клиентов, предотвращение утечки данных, спасение заложника. Выполнение контрактов позволяет игроку помочь развить бизнес Франклина.
Сюжет дополнения The Contract рассказывает о том, что у легендарного рэпера, Андре Янга, известного как Dr. Dre, кто — то украл его телефон, в котором находился «неопубликованный материал», в связи с чем рэпер и обратился к Франклину и игроку за помощью.
Перед выполнением VIP — контракта игрок и Франклин сталкиваются с проблемой в гольф — клубе, где была встреча с Дре: два гольфиста, Юджин и Рэймонд, отказались доиграть партию с Янгом. Ситуация достигает своего апогея, когда один из них заявил, что его жена имеет связи с владельцем гольф — клуба, поэтому у Дре не осталось выбора как разобраться с ними. Франклин и онлайн — протагонист догоняют на картингах для гольфа и таранят одного из них, а второго догоняют вдоль пирса Дель — Пьерро, и игрок показательно избивает его клюшкой для гольфа.
Игрок с помощью Франклина и его хакера, девушки по имени Имани, находит копии данных телефона Dr. Dre, проникнув в здание ФРБ. Затем он крадет жесткий диск, и отвозит в агентство Франклина.
Имани устанавливает личности, владеющие копиями телефона Dr. Dre, игрок должен выкрасть девайсы, на которых находятся копии телефона Андре Янга.
Первый оказался членом китайской мафии, имеющим казино Diamond, второй — Бен Брукс, миллиардер, инвестор в сфере NFT (его нужно убить, а его телефон забрать и отвезти в агентство), третий — член «вагосов», устроивший вечеринку лоурайдеров.
Перед поиском третьей копии у Vagos онлайн — протагонист выясняет одно немаловажное обстоятельство — в агентстве Франклина было подозрение, что к третьей копии телефона имели отношение «Балласы», с которыми у Франклина есть старые счеты.
Франклин связывается с человеком из банды Davis Neighborhood Family по имени Вернон. Игрок и Вернон устраивают облаву, сорвав сделку байкеров из Lost MC с наркотиками в Ла-Месе. В дальнейшем выясняется что банда DNF в районе Гроув — стрит удерживает в плену одного из членов «Баллас» по кличке Пи, и «балласы» предпринимают все попытки для его вызволения.
После того как онлайн — протагонист разберется с бандитами из «Баллас», Вернон в гараже устраивает допрос, где выясняется вся правда — «Баллас» не причастны к похищению телефона Андре Янга, и это дело сделано руками группировки Vagos. Пи и Вернон заключают союз банд, для того чтобы остановить последних, что это удивило Франклина.
Для облавы на вечеринку лоурайдеров гангстеры придумывают план — игрок, Пи и Вернон едут конвоем к месту встречи, на стоянку у Ранчо Проджектс и атаковывают стоящих там бандитов.
В результате этой нехилой операции игрок угоняет лоурайдер и Имани сканирует с данными телефона Dr. Dre.
В ходе сюжета выясняется, что вором окажется человек, близкий к окружению Янга — Джонни Ганз. Он основал свою студию WestLab Records для конкуренции со студией Dr. Dre — Record A. Чтобы захватить её, Джонни нанимает стрелков и атакует Record A Studios, используя патрульные машины полиции.
После отражения налета на студию Янга, рэпер организовывает вечер, пригласив и игрока. К нему приезжают Джимми, DJ Pooh, и другие друзья, в том числе Эй-Пи.
После неудачного налета Джонни Ганз находится на одной из башен вместе со своими наемниками, затем скрывается в аэропорту Лос-Сантоса, где его и находит игрок. Предварительно ранив его, он отводит вора к Янгу и тот после лекции избивает Ганза клюшкой для гольфа, после чего игрок отвозит рэпера к его личному вертолёту, получив от Dr. Dre в подарок новый альбом и суперкар.
Позже игроку звонит Франклин и благодарит его за помощь, и говорит что Андре уважает его на всю жизнь.
Помимо этого, в дополнении The Contract Франклин фигурирует во всех трех миссиях Short Trip — небольшие миссии о приключениях Франклина и его друга Ламара.
В первой миссии Франклину нужно помочь Ламару отбить его бизнес, LD Organics, от мексиканских бандитов из Vagos. Затем друзья находят грузовик и залезают внутрь камеры, перестреливаются с «вагосами», и теряют грузовик, так как он взрывается.
Во второй миссии друзья, устроив небольшую гонку, едут в Сэнди-Шорс, где «вагосы» хранят и выращивают марихуану, и сжигают два склада, отбиваются от подоспевших «вагосов», а затем угоняют вэн. Ламар привозит Франклина домой, а сам забирает фургон.
В третьей миссии Франклин и Ламар едут опять в Сэнди-Шорс, но на этот раз Ламар придумал хитрый план — вэн, угнанный в предыдущей миссии, он переделывает в «марихуаномобиль». Они едут на встречу с потенциальными покупателями этого необычного фургона, однако эта встреча оказалась засадой «вагосов». Убираясь от бандитов, Франклин и Ламар добираются до центра города, где фургон попадает в аварию, и пары марихуаны, легшей в основу краски, попали в легкие очевидцев — так заканчивается серия миссий Short Trip.

## Личность
Франклин Клинтон — 25-летний афроамериканец, участник банды The Families. Тони Поланко из Mashable назвал его «связующим звеном между главными героями GTA V, он единственный, кто может успокоить Майкла и Тревора, когда они спорят». Поланко отмечает, что «Франклин остаётся сосредоточенным на поставленной задаче и следит за тем, чтобы все следовали его примеру, но в то же время он несколько застенчив. Клинтон, по сути, является младшей версией стандартного персонажа GTA».
Франклин очень амбициозен, возможно, даже чересчур, и с удовольствием ввязывается в незаконные авантюры. По сравнению с Майклом, это молодой человек, полный больших надежд. Для Франклина Майкл становится наставником в криминале и по жизни, отцом, которого у него никогда не было
— сооснователь и творческий вице-президент Rockstar Games Дэн Хаузер
Франклин является большим поклонником автомобилей, его особой способностью является замедление времени при вождении (механика была взята из аркадного гоночного симулятора Midnight Club 3: DUB Edition).

## Отзывы критиков
Стефан Баркер из ScreenRant заявил, что «Франклин наименее интересный из трёх главных героев GTA V, однако он всё же забавный персонаж и одна из причин, по которой фанаты всё ещё играют в GTA V».
Бен Джесси из The Gamer назвал Франклина «самым приятным среди протагонистов, потому, что он не такой злой или жестокий, как Майкл или Тревор». Он отмечает, что «Клинтон, по сравнению с большинством людей в игре, нормальный, уравновешенный парень, который просто пытается улучшить свою жизнь, этот факт приводит к множеству весёлых моментов, поскольку его реакции на странных персонажей всегда комичны».